# Sarcolaenaceae
Die Sarcolaenaceae sind eine Pflanzenfamilie in der Ordnung der Malvenartigen (Malvales). Diese Familie enthält acht bis zehn Gattungen mit 40 bis 60 Arten. Die Arten haben ihre Areale nur auf Madagaskar, meist im östlichen und zentralen Bereich.

## Beschreibung
Es handelt sich meist um immergrüne Bäume oder Sträucher. Die wechselständig angeordneten, gestielten Laubblätter sind einfach und oft ledrig. Der Blattrand ist glatt. Die Nebenblätter sind oft groß.
Die Blüten stehen in zymösen, doldigen oder rispigen Blütenständen zusammen. Die zwittrigen Blüten sind radiärsymmetrisch. Es sind meist drei oder seltener bis zu fünf freie Kelchblätter vorhanden; wenn fünf vorhanden sind dann sind die zwei äußeren kleiner als die inneren drei. Es sind meist fünf, selten sechs, meist freie Kronblätter vorhanden; manchmal sind sie leicht an ihrer Basis verwachsen. Die Krone ist verdreht. Bei Leptolaena sind fünf bis zehn, bei den anderen Gattungen sind zwölf oder meist bis zu 200 Staubblätter vorhanden; sie sind untereinander frei oder zu fünf bis zehn Bündeln zusammengefasst. Entweder sind alle Staubblätter fertil oder ein Teil ist zu Staminodien umgewandelt. Meist drei bis vier (ein bis fünf) Fruchtblätter sind zu einem oberständigen Fruchtknoten verwachsen mit ein bis 15 Samenanlagen je Fruchtknotenkammer. Der Griffel endet in einer meist gelappten Narbe.
Sie bilden Nussfrüchte oder Kapselfrüchte.

## Systematik
Synonyme für Sarcolaenaceae sind Chlaenaceae Thouars, Rhodolaenaceae Bullock und Schizolaenaceae Barnhart. Am nächsten verwandt sind die Dipterocarpaceae.

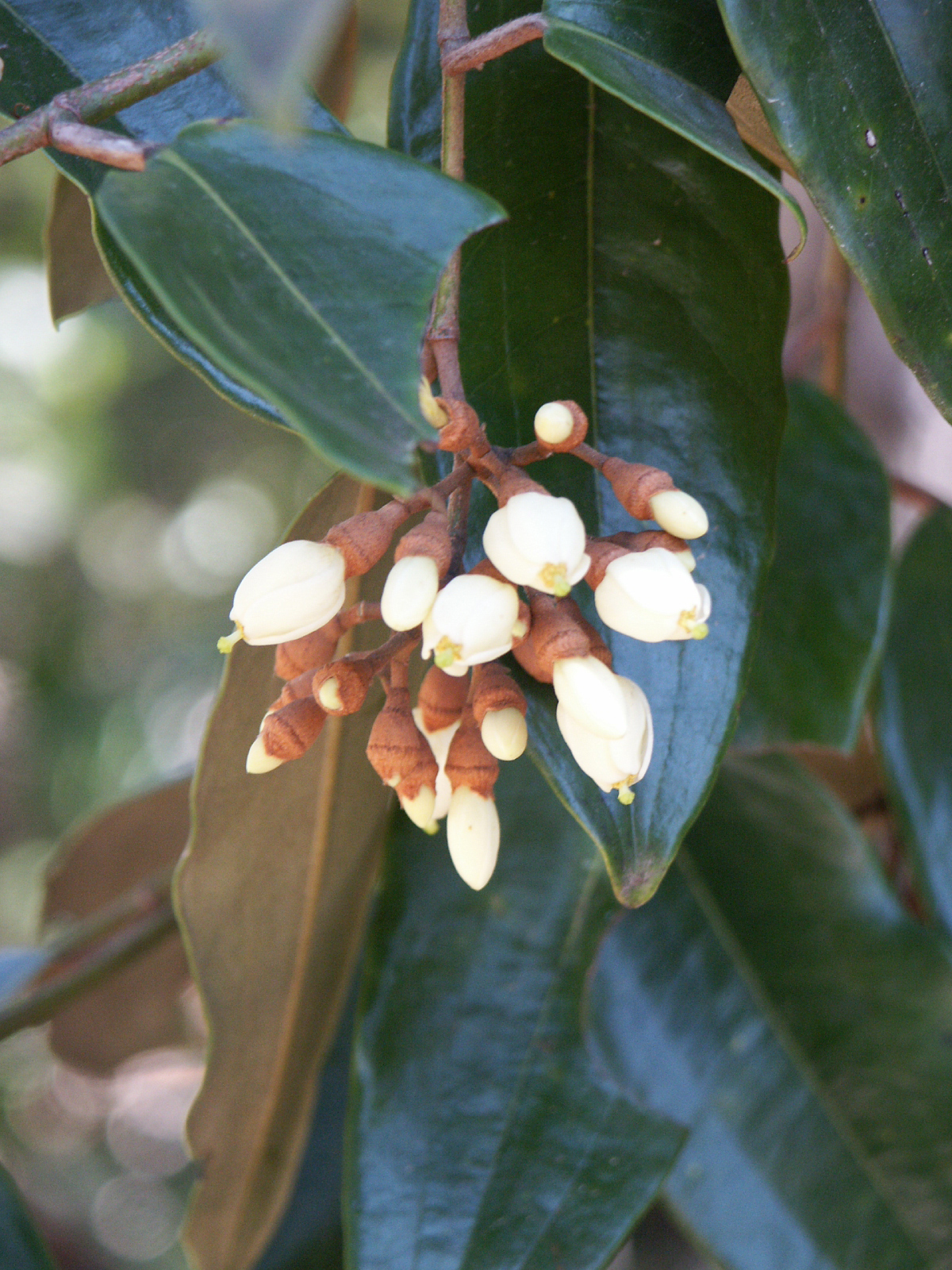
Leptolaena multiflora

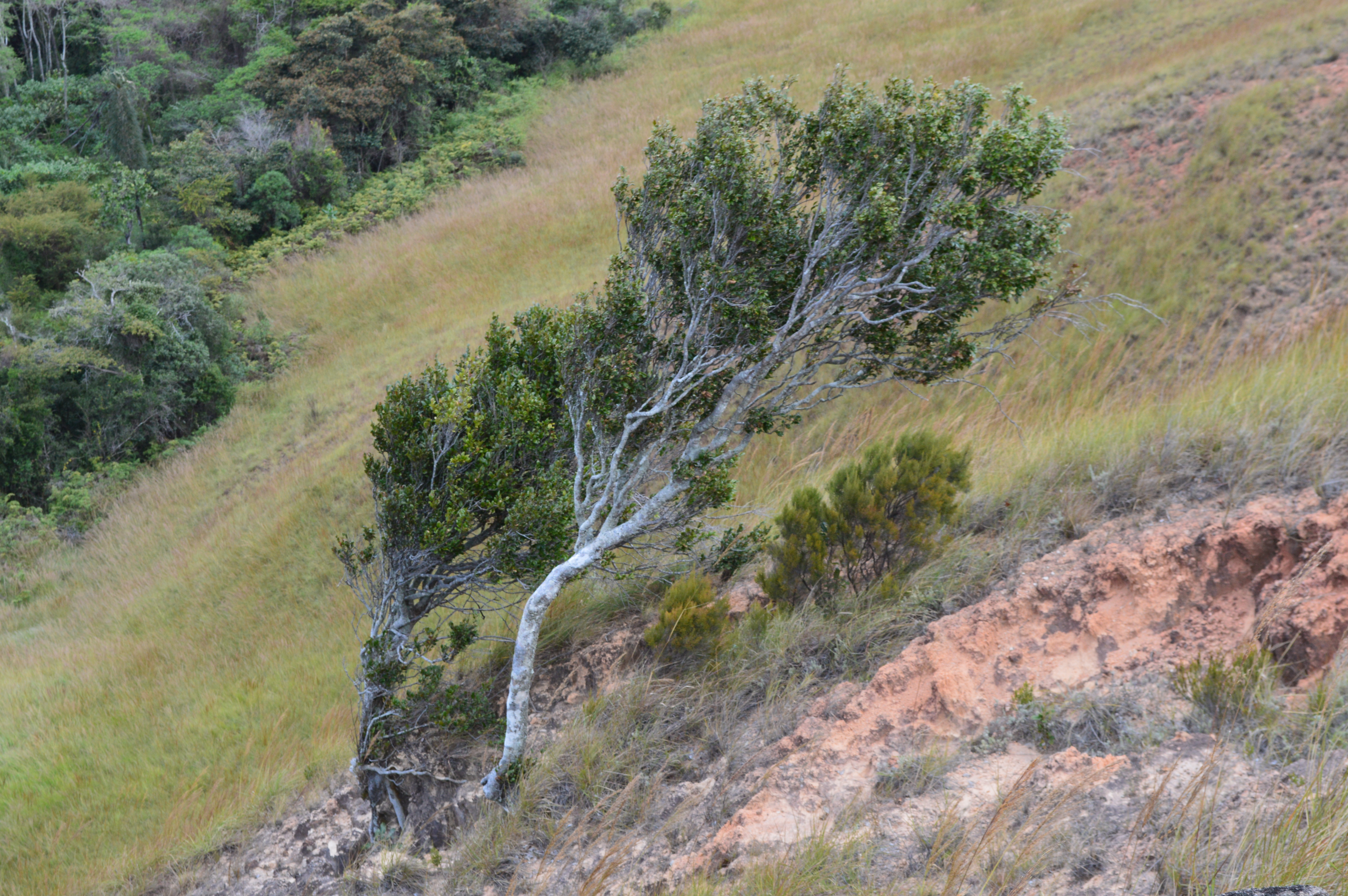
Schizolaena tampoketsana

Diese Familie enthält acht bis zehn Gattungen mit etwa 40 bis 68 Arten:
- Eremolaena Baill.: Mit nur drei Arten.[3]
- Leptolaena Thouars: Mit etwa 9 Arten.[3]
- Mediusella (Cavaco) Dorr: Mit nur einer Art:
  - Mediusella bernieri (Baill.) Dorr: Sie kommt im nördlichen Madagaskar vor.[3]
- Pentachlaena H.Perrier: Mit vier Arten. Sie kommen im zentralen und im östlichen Madagaskar vor.[3]
- Perrierodendron Cavaco: Mit fünf Arten.[3]
- Rhodolaena Thouars: Mit sieben Arten.[3]
- Sarcolaena Thouars: Mit acht Arten.[3]
- Schizolaena Thouars: Mit etwa 22 Arten.[3]
- Xerochlamys Baker (manchmal in Leptolaena): Mit etwa acht Arten.[3]
- Xyloolaena Baill.: Mit fünf Arten.[3]

## Weiterführende Literatur
- M. Ducousso, G. Béna, C. Bourgeois, B. Buyck, G. Eyssartier, M. Vincelette, R. Rabevohitra, L. Randrihasipara, B. Dreyfus & Y. Prin: The last common ancestor of Sarcolaenaceae and Asian dipterocarp trees was ectomycorrhizal before the India-Madagascar separation, about 88 million years ago. in Molecular Ecology. 13 (1), 2004, S. 231–236. doi:10.1046/j.1365-294X.2003.02032.x